# 不确定性推理
不确定性可以理解为在缺少足够信息的情况下做出判断，是智能问题的本质特征；推理是人类的思维过程，它是从已知事实出发，通过运用相关的知识逐步推出某个结论的过程。所谓不确定性推理就是从不确定性初始证据出发，通过运用不确定性的知识，最终推出具有一定程度的不确定性但却是合理或者近乎合理的结论的思维过程。

## 不确定推理解决的基本问题
- 表示问题：采用什么方法描述不确定性
  1. 数值表示
  2. 非数值语义表示
- 计算问题：不确定性的传播与更新，即获得新信息的过程

在领域专家给出的规则强度和用户给出的原始证据的不确定性的基础上，定义一组函数，求出结论的不确定性度量。它包括如下几个方面：
1.不确定性的传递算法
在每一步推理中，如何把证据及知识的不确定性传递给结论
在多步推理中，如何把初始证据的不确定性传递给结论
2.结论不确定性合成
3.组合证据的不确定性算法：最大最小法，概率方法，有界方法
- 语义问题：指出表示和计算的含义